# Виње (Дол при Љубљани)
Виње (словен. Vinje) је насељено место у општини Дол при Љубљани, Средњесловенска регија, Словенија.

## Историја
До територијалне реорганизације у Словенији биле су у саставу града Љубљане, односно старе општине Мосте-Поље.

## Становништво
У попису становништва из 2011. године, Виње су имале 477 становника.
| Број становника према пописима | Број становника према пописима | Број становника према пописима |
| ------------------------------ | ------------------------------ | ------------------------------ |
| 1991                           | 2002                           | 2011                           |
| 311                            | 406                            | 477                            |

Напомена: Године 1953. повећано за насеље Долина које је укинуто.

## Галерија
- панорама
- табла на улазу